# Andorra MoraBanc Clàssica 2025
De eerste editie van de wielerwedstrijd Andorra MoraBanc Clàssica vond plaats op 22 juni 2025. De wedstrijd maakte deel uit van de UCI Europe Tour, met de categorie 1.1. De Deen Mattias Skjelmose won, voor de Spanjaarden Cristian Rodríguez en Enric Mas.

## Parcours
De start van de wedstrijd was in de hoofdstad Andorra la Vella. Onderweg moesten de Port d'Envalira, de Col d'Ordino en de Col de la Comella worden beklommen, alvorens de finish na 114,7 kilometer op de Coll de La Botella lag. Aanvankelijk was ook de Col de Beixalis onderdeel van het parcours en was de koers 140 kilometer lang, maar vanwege slechte weersomstandigheden werd de wedstrijd ingekort.

## Uitslag
| Plaats  | Naam               | Ploeg                  | Tijd     |
| ------- | ------------------ | ---------------------- | -------- |
| Winnaar | Mattias Skjelmose  | Lidl-Trek              | 3u22'14" |
| 2       | Cristian Rodríguez | Arkéa-B&B Hotels       | z.t.     |
| 3       | Enric Mas          | Movistar               | z.t.     |
| 4       | Esteban Chaves     | EF Education-EasyPost  | z.t.     |
| 5       | Sebastian Berwick  | Caja Rural-Seguros RGA | + 6"     |
| 6       | Lukas Nerurkar     | EF Education-EasyPost  | + 23"    |
| 7       | Jonathan Caicedo   | Petrolike              | + 34"    |
| 8       | Archie Ryan        | EF Education-EasyPost  | + 37"    |
| 9       | José Félix Parra   | Kern Pharma            | z.t.     |
| 10      | Tom Pidcock        | Q36.5                  | + 46"    |
| 11      | Julien Bernard     | Lidl-Trek              | + 1'08"  |
| 12      | Fernando Barceló   | Caja Rural-Seguros RGA | + 1'28"  |
| 13      | Mikel Bizkarra     | Euskaltel-Euskadi      | + 1'49"  |
| 14      | Unai Iribar        | Kern Pharma            | + 1'55"  |
| 15      | Michel Ries        | Arkéa-B&B Hotels       | z.t.     |
| 16      | Juan Rodríguez     | Sistecrédito           | + 2'11"  |
| 17      | Harrison Wood      | Anicolor/Tien 21       | + 2'17"  |
| 18      | Davide Piganzoli   | Polti VisitMalta       | + 2'37"  |
| 19      | Toms Skujiņš       | Lidl-Trek              | + 2'50"  |
| 20      | Jorge Gutiérrez    | Kern Pharma            | + 3'39"  |
|         |                    |                        |          |
| 31      | Milan Vader        | Q36.5                  | + 7'06"  |
| 50      | Harm Vanhoucke     | Q36.5                  | + 12'43" |